# 徐苞
徐苞（?—?），江西省南昌府豐城縣人，清朝政治人物、同進士出身。
光緒二十年（1894年），参加光緒甲午科殿試，登進士三甲112名。同年五月，授内阁中书。